# Robert Kaufmann (Landrat)
Robert Kaufmann (* 13. Dezember 1876 in Landshut; † nach 1952) war ein deutscher Landrat.

## Leben
Nach dem Abitur am Hans-Carossa-Gymnasium Landshut studierte Robert Kaufmann Rechtswissenschaften an der Ludwig-Maximilians-Universität München (Mitglied der Studentenverbindung Corps Isaria)
und der Friedrich-Alexander-Universität Erlangen-Nürnberg. Nach der ersten juristischen Staatsprüfung im Jahre 1900 folgte der dreijährige Vorbereitungsdienst (Referendariat) in Landshut, der ihn zum dortigen Amts- und Landgericht sowie zum Bezirksamt führte. 
Nach dem Großen juristischen Staatsexamen im Jahre 1903 erhielt er zunächst eine Beschäftigung als Akzessist bei der Regierung von  Niederbayern. 1908 kam er als Assessor zum Landkreis Hilpoltstein und später nach Landshut. Am 1. April 1920 zum Regierungsrat ernannt, wurde er am 1. Juni 1923 Bezirksamtsvorstand (ab 1939 Landrat) im Bezirksamt Dingolfing. Dort, wo er bis zu seiner Pensionierung  zum 31. Mai 1944 im Amt war, wurden ihm zum 1. Januar 1928 Titel und Rang eines Oberregierungsrats verliehen. Am 3. Mai 1945 setzte ihn die amerikanische Militärregierung als Angestellter beim Landratsamt Dingolfing ein. Dort wurde er 1948 bei den ersten freien Wahlen zum Landrat gewählt und blieb bis zum Jahre 1952 im Amt.
Kaufmann war zum 1. Mai 1935 in die NSDAP eingetreten (Mitgliedsnummer 3.649.936).